# Malsch (przystanek kolejowy)
Malsch (niem.: Bahnhof Malsch) – przystanek kolejowy w Malsch, w kraju związkowym Badenia-Wirtembergia, w Niemczech. Według DB Station&Service ma kategorię 6. Znajduje się na linii Mannheim – Basel. Obsługiwany jest przez dwie linie Stadtbahn Karlsruhe.

## Linie kolejowe
- Linia Mannheim – Basel – linia zelektryfikowana

## Połączenia
| Linia | Trasa |
| ----- | --- |
| S31   | Freudenstadt Hbf – Baiersbronn – Forbach (Schwarzw) – Rastatt – Muggensturm – Malsch – Karlsruhe Hbf – Karlsruhe-Durlach – Bruchsal – Ubstadt Ort – Odenheim |
| S32   | Achern – Baden-Baden – Rastatt – Muggensturm – Malsch – Karlsruhe Hbf – Karlsruhe-Durlach – Bruchsal – Ubstadt Ort – Menzingen (Baden)                       |